# Samaná

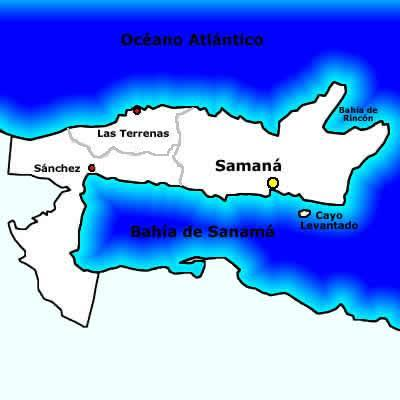
Mapa

Samaná je poloostrov na severovýchodě ostrova Hispaniola, tvořící stejnojmennou provincii Dominikánské republiky. Je 40 km dlouhý a 15 km široký, žije na něm okolo 140 000 obyvatel, největším městem je Santa Bárbara de Samaná. Středem poloostrova prochází horské pásmo dosahující nadmořské výšky 650 metrů pokryté tropickým pralesem, pobřeží je lemováno písčitými plážemi. Pěstuje se palma kokosová. Při pobřeží leží řada ostrůvků, jako je Cayo Levantado. Poloostrov patří k hlavním turistickým destinacím Dominikánské republiky, je dosažitelný z vnitrozemí silnicí DR–5, nachází se zde také mezinárodní letiště Samaná El Catey a přístav Las Galeras. Návštěvníci se mohou věnovat koupání, potápění, pozorování keporkaků nebo výletům do krasové oblasti Los Haitises a k vodopádu El Limón.